# Copa de baloncesto de Israel 2023-24
La 64ª edición de la Copa de baloncesto de Israel (en hebreo  גביע המדינה בכדורסל) se disputó entre el 27 de marzo y el 16 de mayo de 2024. La competición fue organizada la Asociación de baloncesto de Israel. Se proclamó campeón el Hapoel Jerusalem, que lograba así su octavo título de copa, el segundo de forma consecutiva.

## Equipos clasificados
Los tres mejores equipos al final de la primera mitad de la temporada regular de la Ligat ha'Al 2023-24 se clasifican para los cuartos de final, y los equipos restantes (4-13) se clasifican para la primera ronda.
| Pos. | Equipo                  | PJ | G  | P  | PF   | PC   | DP   | Pts | Clasificación                      |
| ---- | ----------------------- | -- | -- | -- | ---- | ---- | ---- | --- | ---------------------------------- |
| 1    | Hapoel Tel Aviv         | 12 | 11 | 1  | 1156 | 1001 | +155 | 23  | Clasificados para Cuartos de final |
| 2    | Maccabi Tel Aviv        | 12 | 10 | 2  | 1091 | 975  | +116 | 22  | Clasificados para Cuartos de final |
| 3    | Maccabi Ironi Ramat Gan | 12 | 8  | 4  | 965  | 925  | +40  | 20  | Clasificados para Cuartos de final |
| 4    | Bnei Herzliya           | 12 | 8  | 4  | 983  | 974  | +9   | 20  | Clasificados para Primera ronda    |
| 5    | Hapoel Holon            | 12 | 7  | 5  | 978  | 932  | +46  | 19  | Clasificados para Primera ronda    |
| 6    | Hapoel Jerusalem        | 12 | 7  | 5  | 992  | 946  | +46  | 19  | Clasificados para Primera ronda    |
| 7    | Ironi Ness Ziona        | 12 | 6  | 6  | 997  | 989  | +8   | 18  | Clasificados para Primera ronda    |
| 8    | Ironi Kiryat Ata        | 12 | 5  | 7  | 977  | 1008 | −31  | 17  | Clasificados para Primera ronda    |
| 9    | Hapoel Eilat            | 12 | 4  | 8  | 926  | 1033 | −107 | 16  | Clasificados para Primera ronda    |
| 10   | Hapoel Afula            | 12 | 4  | 8  | 1003 | 1000 | +3   | 16  | Clasificados para Primera ronda    |
| 11   | Hapoel Galil Elyon      | 12 | 3  | 9  | 982  | 1027 | −45  | 15  | Clasificados para Primera ronda    |
| 12   | Hapoel Haifa            | 12 | 3  | 9  | 966  | 1116 | −150 | 15  | Clasificados para Primera ronda    |
| 13   | Hapoel Be'er Sheva      | 12 | 2  | 10 | 985  | 1075 | −90  | 14  | Clasificados para Primera ronda    |

 Fuente: 

## Primera ronda
| 27 de marzo | Bnei Herzliya                                                          | 90–94                                 | Hapoel Be'er Sheva                                      |                                  |  |
| 18:35       | Parciales: 26–18, 16–20, 20–26, 28–30                                  | Parciales: 26–18, 16–20, 20–26, 28–30 | Parciales: 26–18, 16–20, 20–26, 28–30                   |                                  |  |
|             | Estadísticas Bourdillon 23 Bourdillon, Stone 5 McGuirl 6 Bourdillon 27 | Reporte Pts Reb Asts Val              | Estadísticas Lewis II 25 Gant 13 Lewis II 6 Lewis II 27 | Pabellón: HaYovel Hall, Herzliya |  |

| 27 de marzo | Hapoel Holon                                         | 90–73                                 | Hapoel Haifa                                                    |                                  |  |
| 18:50       | Parciales: 16–13, 25–24, 24–17, 25–19                | Parciales: 16–13, 25–24, 24–17, 25–19 | Parciales: 16–13, 25–24, 24–17, 25–19                           |                                  |  |
|             | Estadísticas Crawford 14 Misgav 7 Harris 10 Smith 21 | Reporte Pts Reb Asts Val              | Estadísticas Rosenbaum 20 Bingham Jr. 6 Hamilton 12 Hamilton 24 | Pabellón: Holon Toto Hall, Holon |  |

| 27 de marzo | Hapoel Jerusalem                                    | 89–69                                 | Hapoel Galil Elyon                                   |                                 |  |
| 19:00       | Parciales: 20–25, 19–17, 21–10, 29–16               | Parciales: 20–25, 19–17, 21–10, 29–16 | Parciales: 20–25, 19–17, 21–10, 29–16                |                                 |  |
|             | Estadísticas Smith 17 Hankins 9 Smith 12 Hankins 30 | Reporte Pts Reb Asts Val              | Estadísticas Guy 16 Amsalem 7 Huber 10 Huber, Guy 16 | Pabellón: Pais Arena, Jerusalén |  |

| 27 de marzo | Ironi Ness Ziona                                       | 88–79                                 | Hapoel Afula                                                                    |                                     |  |
| 18:45       | Parciales: 22–25, 24–21, 25–16, 17–17                  | Parciales: 22–25, 24–21, 25–16, 17–17 | Parciales: 22–25, 24–21, 25–16, 17–17                                           |                                     |  |
|             | Estadísticas Meyinsse 18 Segev 13 Whitehead 6 Segev 28 | Reporte Pts Reb Asts Val              | Estadísticas Earlington 15 Weisz, Goldenberg 6 Shelton, Goldenberg 3 Shelton 16 | Pabellón: Lev Hamoshava, Ness Ziona |  |

| 27 de marzo | Ironi Kiryat Ata                                          | 80–61                                 | Hapoel Eilat                                            |                                  |  |
| 18:40       | Parciales: 21–15, 19–16, 24–19, 16–11                     | Parciales: 21–15, 19–16, 24–19, 16–11 | Parciales: 21–15, 19–16, 24–19, 16–11                   |                                  |  |
|             | Estadísticas Stevens 17 Stevens, Adam 6 Adam 6 Stevens 16 | Reporte Pts Reb Asts Val              | Estadísticas Stewart 26 Zabelin 10 Stewart 3 Stewart 24 | Pabellón: Ramaz Hall, Kiryat Ata |  |

## Cuartos de final
| 30 de marzo de 2024 | Hapoel Holon                                      | 83–88                                 | Hapoel Be'er Sheva                                                  |                                  |  |
| 19:50               | Parciales: 22–22, 22–25, 21–15, 18–26             | Parciales: 22–22, 22–25, 21–15, 18–26 | Parciales: 22–22, 22–25, 21–15, 18–26                               |                                  |  |
|                     | Estadísticas Harvey 22 Smith 12 Misgav 8 Smith 24 | Reporte Pts Reb Asts Val              | Estadísticas Gant 23 Gant, Williams 8 Lewis II, Sherfield 5 Gant 25 | Pabellón: Holon Toto Hall, Holon |  |

| 31 de marzo de 2024 | Ironi Kiryat Ata                                        | 84–80                                 | Ironi Ness Ziona                                    |                                  |  |
| 20:00               | Parciales: 20–21, 22–18, 20–20, 22–21                   | Parciales: 20–21, 22–18, 20–20, 22–21 | Parciales: 20–21, 22–18, 20–20, 22–21               |                                  |  |
|                     | Estadísticas Stevens 33 Stevens 10 Batemon 5 Stevens 39 | Reporte Pts Reb Asts Val              | Estadísticas Segev 15 Segev 16 Whitehead 7 Segev 24 | Pabellón: Ramaz Hall, Kiryat Ata |  |

| 31 de marzo de 2024 | Hapoel Jerusalem                                                | 84–79                                 | Hapoel Tel Aviv                                             |                                 |  |
| 18:00               | Parciales: 15–19, 22–12, 27–21, 20–27                           | Parciales: 15–19, 22–12, 27–21, 20–27 | Parciales: 15–19, 22–12, 27–21, 20–27                       |                                 |  |
|                     | Estadísticas Hankins 23 Hankins 15 Randolph, Smith 5 Hankins 40 | Reporte Pts Reb Asts Val              | Estadísticas Alexander 7 Alexander 12 Angola 4 Alexander 29 | Pabellón: Pais Arena, Jerusalén |  |

| 1 de abril de 2024 | Maccabi Tel Aviv                                   | 104–72                                | Maccabi Ironi Ramat Gan                               |                                            |  |
| 20:30              | Parciales: 19–16, 25–19, 27–23, 33–14              | Parciales: 19–16, 25–19, 27–23, 33–14 | Parciales: 19–16, 25–19, 27–23, 33–14                 |                                            |  |
|                    | Estadísticas Baldwin 17 Rivero 6 Brown 6 Rivero 21 | Reporte Pts Reb Asts Val              | Estadísticas Miles 19 Mathiang 10 McCullum 7 Miles 17 | Pabellón: Menora Mivtachim Arena, Tel Aviv |  |

## Semifinales
| 10 de mayo | Ironi Kiryat Ata                                        | 67–102                                | Maccabi Tel Aviv                                         |                                            |  |
| 14:00      | Parciales: 27–18, 11–30, 10–30, 19–24                   | Parciales: 27–18, 11–30, 10–30, 19–24 | Parciales: 27–18, 11–30, 10–30, 19–24                    |                                            |  |
|            | Estadísticas Stevens 27 Stevens 11 Batemon 7 Stevens 25 | Reporte Pts Reb Asts Val              | Estadísticas Sorkin 17 Sorkin 9 Brown, Blatt 6 Sorkin 28 | Pabellón: Menora Mivtachim Arena, Tel Aviv |  |

| 9 de mayo | Hapoel Be'er Sheva                                                   | 69–74                                 | Hapoel Jerusalem                                                 |                                            |  |
| 20:00     | Parciales: 11–21, 26–20, 13–21, 19–12                                | Parciales: 11–21, 26–20, 13–21, 19–12 | Parciales: 11–21, 26–20, 13–21, 19–12                            |                                            |  |
|           | Estadísticas Sherfield, Gant 16 Bankston, Gant 6 Segal 5 Bankston 21 | Reporte Pts Reb Asts Val              | Estadísticas Carrington 16 Williams 8 Dovrat 7 Tres jugadores 15 | Pabellón: Menora Mivtachim Arena, Tel Aviv |  |

## Final
| 16 de mayo | Hapoel Jerusalem                                  | 85–72                                 | Maccabi Tel Aviv                                              |                                            |  |
| 21:00      | Parciales: 16–23, 21–23, 31–10, 17–16             | Parciales: 16–23, 21–23, 31–10, 17–16 | Parciales: 16–23, 21–23, 31–10, 17–16                         |                                            |  |
|            | Estadísticas Williams 21 Levi 9 Smith 15 Smith 24 | Reporte Pts Reb Asts Val              | Estadísticas Sorkin 17 Nebo 13 Brown, Blatt 7 Sorkin, Nebo 22 | Pabellón: Menora Mivtachim Arena, Tel Aviv |  |